# 恐怖休息站2
《恐怖休息站2》（英語：Rest Stop: Don't Look Back）是一部2008年美國恐怖電影，由孝恩·派帕贊執導，約翰·希班編劇，是2006年電影《恐怖休息站》的續集，由理查德·提爾曼、傑西·沃德、格雷厄姆·諾里斯和博昂內·戴維斯主演。
這部電影於2008年9月30日由華納家庭錄影公司在美國以非戲院首映形式发行。

## 剧情
1972年，一個住在房車裡的家庭遇到了站在路邊的黃色皮卡旁邊的司機，他沒油了。司機一進入房車，母親就和司機調情，讓她身體畸形的孩子斯科蒂用他的相機拍照。
那天晚上晚些時候，父親發現司機與他的妻子發生性關係。然後他的妻子謊稱她被強姦，促使她的丈夫攻擊、折磨並殺死司機。司機的鬼魂後來殺死了休息站街對面的一家人。
三十五年後，也就是傑斯和妮科爾失踪一年後，在德克薩斯州的阿蓋爾，傑斯的兄弟湯姆從伊拉克歸來。湯姆決定和他的女朋友瑪麗蓮以及妮科爾的一個朋友贾里德一起去尋找他的兄弟。贾里德一直暗戀妮科爾。
到達加利福尼亞後，三人向一位陌生的加油站服務員問路。贾里德发现了屬於妮科爾的騎馬徽章，促使汤姆向服務員索要信息，服務員告訴他們老高速公路就在路上一英里處。
不久之後，贾里德在一個建築工地的厕所里解手，司机开车撞向厕所，贾里德身上沾滿了糞便，衣服脫得只剩下內褲。湯姆和瑪麗蓮到達休息站，司機在瑪麗蓮上洗手间時綁架了湯姆。瑪麗蓮在洗手间裡看到妮科爾的鬼魂。她衝出浴室，但湯姆和他們的卡車的所有踪跡都消失了。
夜幕降臨，賈里德換了衣服，上車時看到妮科尔的鬼魂，他相信這是真的。然後他們發生性關係，最后妮科尔吐血並消失了。然後贾里德跑到路上，遇到了房車一家，後者載他到休息站。贾里德將他所知道的告訴玛丽莲，玛丽莲告訴他汤姆不見了。他們決定徒步回到加油站，以查明服務員所知道的一切。
與此同時，司機在校車上折磨湯姆，但湯姆趁司機不在時逃跑了。他发现傑斯被綁在籠子裡，便解救了他並將他帶到他的卡車上。傑斯轉向湯姆說“你應該救我的”，然后消失了。湯姆感到困惑，回到了休息站。
瑪麗蓮和賈里德從服務員那裡得知，他們需要灼傷司機的眼球才能讓他安息。但是司机給他們設下了一個圈套。當賈里德醒來時，司機借服務員之口说瑪麗蓮對湯姆不忠，需要“净化”。賈里德拒絕了，司機割掉了他的右眼。然後賈里德屈服了，用鑽頭鑽進瑪麗蓮的大腿來“淨化”她。
湯姆到達加油站，發現只有瑪麗蓮一個人。天剛亮，他們出了車站，發現外面停著一輛破舊的廢棄房車。斯科蒂告訴他們雙胞胎有司機的眼球。湯姆拿起他放在後座上的突擊步槍，準備對付司機。瑪麗蓮在房車裡發現賈里德的眼睛。湯姆協助她放火燒毀房車，差点儿被司机杀死，好在房車爆炸，司机消失了。
在回家的路上，賈里德發現他掛在遮陽板上的一張妮科尔的照片不見了。就在他准备告訴湯姆時，他撞进了房車里。
那天晚些時候，湯姆想到了贾里德的失踪，並對在他身邊哭泣的瑪麗蓮表達了感情。當湯姆問怎麼了，瑪麗蓮回答說：“你應該救我的。”湯姆開口問她在說什麼，卻被正在發動引擎的司機打斷了。湯姆從窗外望向卡車的駕駛室，看到瑪麗蓮坐在司機旁邊的座位上。湯姆衝上空蕩蕩的高速公路，意識到瑪麗蓮已經死了。
司機沿著另一條高速公路行駛。

## 演员
- 理查德·提爾曼 飾 汤姆·希尔茨
- 傑西·沃德（英语：Jessie Ward (actress)） 飾 玛丽莲
- 格雷厄姆·諾里斯 飾 贾里德
- 喬伊·門迪奇諾 飾 傑斯·希爾茨
- 朱莉·蒙德（英语：Julie Mond） 飾 妮科爾·卡羅
- 博昂內·戴維斯（英语：Brionne Davis） 飾 司机
- 黛安·沙林傑（英语：Diane Salinger） 飾 母亲
- 邁克爾·奇德斯（英语：Michael Childers） 飾 父亲
- 加里·恩廷 飾 双胞胎甲
- 埃德蒙·恩廷（英语：Edmund Entin） 飾 双胞胎乙
- 麥奇·波斯特（英语：Mikey Post） 飾 斯科蒂
- 史蒂夫·雷尔斯巴克 飾 店員

## 反响
《Cinema Blend》談到這部電影時說：“通過這個故事製作了一部恐怖電影……最終的結果是一片可笑的混亂，感覺更像是一輛沒有剎車的汽車在高速公路上疾馳。”